# Hafdís Sigurdjardóttir
Hafdís Sigurdjardóttir (ur. 12 lutego 1987) – islandzka lekkoatletka specjalizująca się w skoku w dal.
Zawodniczka ma w swoim dorobku osiem medali igrzysk małych państw Europy: jeden złoty, trzy srebrne oraz cztery brązowe. Wielokrotnie sięgała po złoto mistrzostw Islandii w różnych konkurencjach. Reprezentantka kraju na drużynowych mistrzostwach Europy i w pucharze Europy. Rekordzistka Islandii w skoku w dal na stadionie i w hali.

## Osiągnięcia
| Rok  | Impreza                               | Miejsce      | Konkurencja             | Lokata            | Wynik  |
| ---- | ------------------------------------- | ------------ | ----------------------- | ----------------- | ------ |
| 2009 | Igrzyska małych państw Europy         | Nikozja      | sztafeta 4 × 100 metrów | 3. miejsce        | 47,33  |
| 2011 | Igrzyska małych państw Europy         | Schaan       | bieg na 100 metrów      | 6. miejsce        | 12,15  |
| 2011 | Igrzyska małych państw Europy         | Schaan       | sztafeta 4 × 100 metrów | 3. miejsce        | 47,09  |
| 2011 | Igrzyska małych państw Europy         | Schaan       | skok w dal              | 3. miejsce        | 6,09   |
| 2013 | Igrzyska małych państw Europy         | Luksemburg   | bieg na 100 metrów      | 3. miejsce        | 12,00  |
| 2013 | Igrzyska małych państw Europy         | Luksemburg   | bieg na 200 metrów      | 2. miejsce        | 23,82w |
| 2013 | Igrzyska małych państw Europy         | Luksemburg   | sztafeta 4 × 100 metrów | 2. miejsce        | 12,00  |
| 2013 | Igrzyska małych państw Europy         | Luksemburg   | sztafeta 4 × 400 metrów | 1. miejsce        | 12,00  |
| 2013 | Igrzyska małych państw Europy         | Luksemburg   | skok w dal              | 2. miejsce        | 6,06   |
| 2014 | Mistrzostwa Europy                    | Zurych       | bieg na 200 metrów      | eliminacje        | 23,93  |
| 2014 | Mistrzostwa Europy                    | Zurych       | skok w dal              | el. – 16. miejsce | 6,27   |
| 2015 | Halowe mistrzostwa Europy             | Praga        | skok w dal              | el. – 12. miejsce | 6,35   |
| 2015 | II liga drużynowych mistrzostw Europy | Stara Zagora | bieg na 400 metrów      | 3. miejsce        | 54,13  |
| 2015 | II liga drużynowych mistrzostw Europy | Stara Zagora | skok w dal              | 1. miejsce        | 6,45   |
| 2016 | Mistrzostwa Europy                    | Amsterdam    | skok w dal              | el. – 15. miejsce | 6,35   |
| 2019 | Halowe mistrzostwa Europy             | Glasgow      | skok w dal              | el. – 16. miejsce | 6,34   |

## Rekordy życiowe
- Bieg na 100 metrów – 11,84 (2014)
- Bieg na 400 metrów – 54,03 (2013)
- Skok w dal (stadion) – 6,62 (2016) rekord Islandii / 6,72w (2014)
- Skok w dal (hala) – 6,54 (2016) rekord Islandii